# Grand Prix de Tennis de Lyon 1995
Il Grand Prix de Tennis de Lyon 1995 è stato un torneo di tennis giocato sul cemento indoor. Si è giocato al Palais des Sports de Gerland di Lione in Francia. È stata la 9ª edizione del torneo, che fa parte della categoria ATP World Series nell'ambito dell'ATP Tour 1995. Il torneo si è giocato dal 16 al 23 ottobre 1995.

## Campioni

### Singolare maschile
Wayne Ferreira ha battuto in finale  Pete Sampras con il punteggio di 7–6(2), 5–7, 6–3.

### Doppio maschile
Jakob Hlasek /  Evgenij Kafel'nikov hanno battuto in finale  John-Laffnie de Jager /  Wayne Ferreira con il punteggio di 6–3, 6–3.